# Tibériade
Pour dessin technique, voir perspective cavalière.
Tibériade [en hébreu טבריה (Tverya), en arabe طبرية (Tabarīya), en latin Tiberias, en grec ancien Τιβεριάς (Tiberias)], est la capitale de la Galilée, dans le nord d'Israël. C'est une ville historique et touristique réputée. La cité antique est située dans la partie sud de l'agglomération d'aujourd'hui.

## Géographie
Bâtie sur la rive ouest du lac de Tibériade, la ville est aujourd'hui une station balnéaire forte de 40 000 habitants, réputée pour ses sources chaudes et à effets thérapeutiques, où il pleut moins de 50 jours par an et où la température est en moyenne de 20° C en hiver.

## Histoire
Construite vers 26 apr. J.-C. par Hérode Antipas, un fils d'Hérode le Grand, la ville doit son nom à l'empereur Tibère.
Après la destruction du Temple de Jérusalem, le foyer de la vie spirituelle juive se transporte vers le nord et Tibériade devient la capitale d'Israël[réf. nécessaire] et le centre des études rabbiniques. La ville est aussi un ancien évêché. Elle est mentionnée dans le Nouveau testament, notamment dans l'Évangile selon Jean 6:23[réf. nécessaire].
La ville est prospère jusqu'au XIe siècle, puis pâlit à l'époque des croisés.
Rabbi Akiva, rabbin martyr au nom de la Torah, ayant vécu au Ier siècle, est l'un des grands sages reposant à Tibériade. Le rabbin Moïse Maïmonide y est également enterré, aux côtés de son père Maïmon ben Yossef HaDayan. Les traditions talmudiques assignent à Tibériade et à Safed une sainteté qui rivalise avec celle de Jérusalem. Selon elles, le Messie sortira du lac de Génézareth, à Tibériade, et établira le siège de son empire à Safed.[réf. nécessaire]
Tibériade est ensuite remise aux Juifs, à Joseph Nassi, duc de Naxos, et doña Gracia Nasi, par Soliman le Magnifique. Après la mort de Joseph Nassi en 1579, le marrane Alvaro Mendes, redevenu en 1585 à Istanbul Salomon ben Yaïsh, obtient cette concession avec le titre de duc de Mytilène, et tente de la faire vivre avec l'aide de l'Angleterre, mais la ville décline jusqu'au XVIIIe siècle.

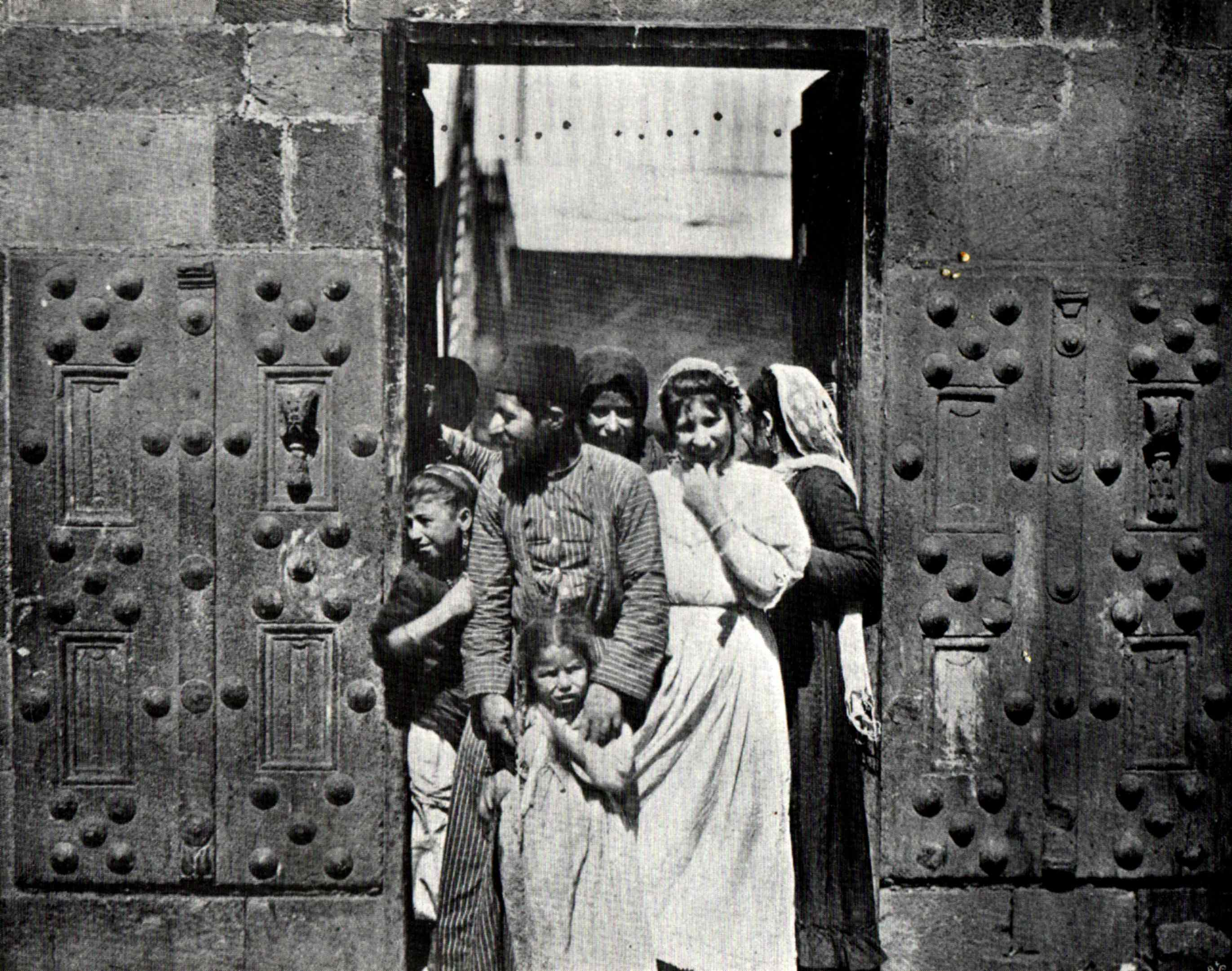
Famille juive à Tibériade (1893).

En 1886, la ville compte 3 500 habitants selon Pierre Auguste Raboisson, « dont 2 500 Juifs, venus un peu de partout, mais principalement du nord de l'Afrique, de l'Espagne et de la Russie ».
Le 2 octobre 1938, a lieu le massacre de Tibériade par des Arabes s'opposant aux mandataires britanniques et à l'immigration juive, qui tuent 19 habitants juifs et incendient maisons et synagogue.
Lors de la guerre d’indépendance de 1948, la première ville qui connaît un exode de sa population arabe, est Tibériade. Il y avait alors 6000 Juifs et 5000 Arabes qui vivaient à Tibériade. Les nouvelles des massacre de Deir Yassin et de Khirbat Nasr al-Din sèment la panique dans la population arabe. De plus, l’armée de libération arabe n’avait pas pu faire entrer plus de 30 volontaires dans la ville. La Haganah entame une campagne de terreur, le 14 avril 1948, en faisant rouler des barils d’explosifs dans les rues des quartiers arabes et en diffusant des sons sinistres pour épouvanter les Arabes. Les Britanniques, chargés de maintenir l’ordre, ne réagissent pas à ces agissements, mais proposent aux Arabes de les protéger, avant de les pousser à la négociation sur les modalités de l’évacuation. Celle-ci est accélérée par l’envoi de 30 camions par le roi Abdallah de Jordanie pour transporter femmes et enfants. Le 18 avril, Tibériade n’a plus de population arabe.
Aujourd'hui, Tibériade est un important centre touristique avec sa vieille ville et ses remparts, outre sa proximité avec la mer de Galilée dite lac de Tibériade, et de son caractère sacré pour le judaïsme et le christianisme. La ville sert également de centre industriel et commercial régional. Son voisin immédiat au sud, Hammat Tiberias, qui fait maintenant partie de la Tibériade moderne, est connu pour ses sources chaudes censées guérir la peau et d'autres maladies, depuis environ deux mille ans.

## Démographie

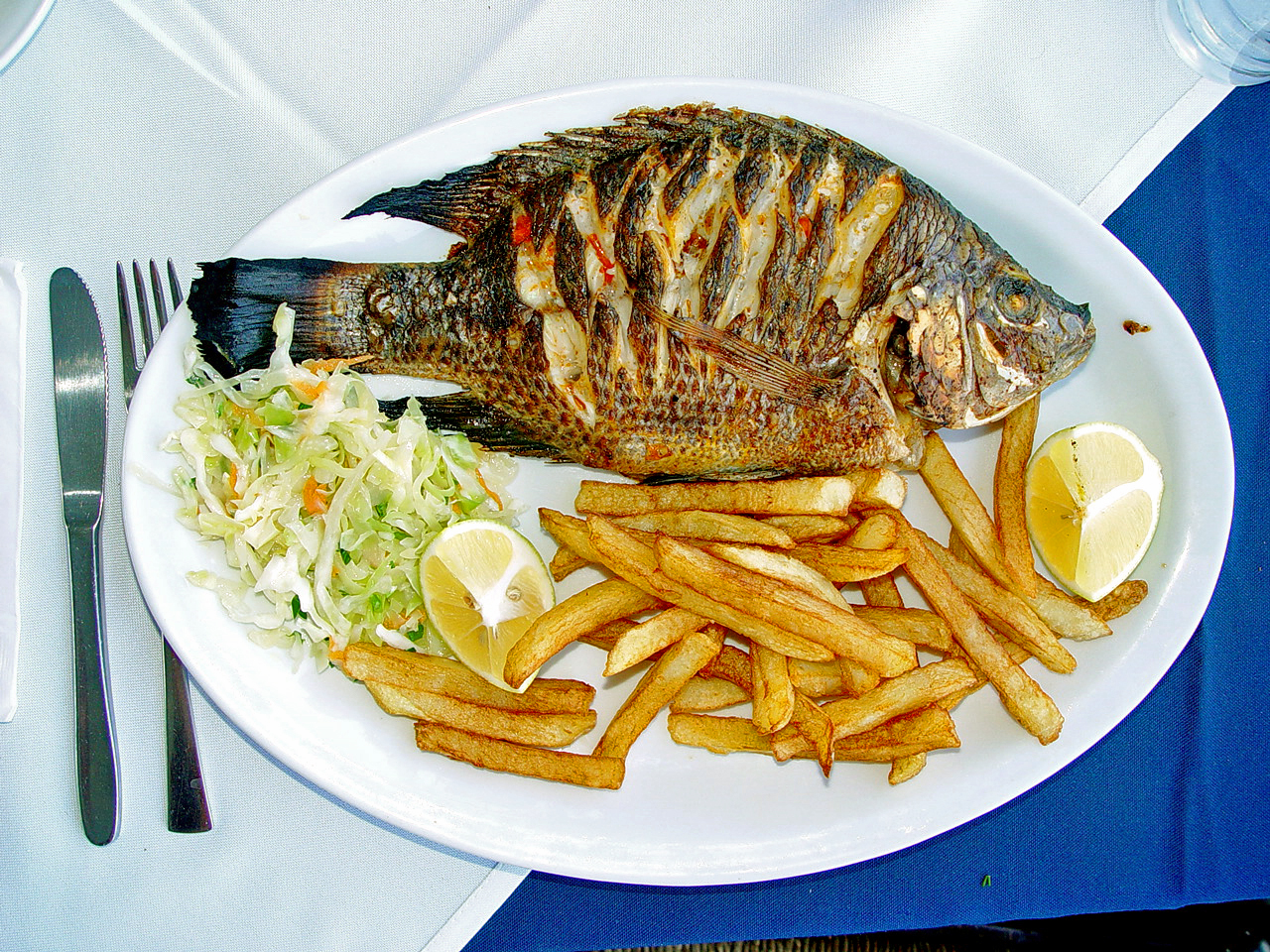
Redbelly tilapia (Tilapia zillii; « Poisson de Saint-Pierre ») servi dans un restaurant de Tiberias/Tibériade.

Selon le Bureau central des statistiques (CBS), en décembre 2011, 41 700 habitants vivaient à Tibériade.
Selon CBS, en décembre 2010, la ville était classée 5 sur 10 sur l’échelle socio-économique.
Le salaire mensuel moyen d’un employé pour l’année 2009 était de 4 845 NIS.
Presque toute la population est juive à l’époque moderne. Parmi les Juifs, beaucoup sont Mizrahim et Sépharades.
| Population de Tibériade |        |
| 1922                    | 2 543  |
| 1931                    | 3 220  |
| 1946                    | 11 810 |
| 1948                    | 5 500  |
| 1955                    | 16 800 |
| 1961                    | 20 800 |
| 1972                    | 23 700 |
| 1983                    | 28 200 |
| 1995                    | 35 700 |
| 2005                    | 40 000 |
| 2010                    | 41 300 |
| 2015                    | 42 600 |

## Jumelages
- Montpellier (France) depuis 1983
- Tudela (Espagne) depuis 1984
- Worms (Allemagne) depuis 1986
- Tulsa (États-Unis) depuis 1989
- Allentown (États-Unis) depuis 1996
- Great Neck Plaza (États-Unis) depuis 2002
- Saint-Raphaël (France) depuis 2007
- Wuxi (Chine) depuis 2007